# Villarmentero de Campos
Villarmentero de Campos es un municipio y localidad española de la provincia de Palencia, en la comunidad autónoma de Castilla y León. El término municipal, ubicado en la comarca de Tierra de Campos, tiene una población de 28 habitantes (INE 2024).

## Geografía
La localidad está situada a 831 m de altitud sobre el nivel del mar, a medio camino entre Frómista y Carrión de los Condes. Se trata de uno de los pueblos atravesados por el camino francés del Camino de Santiago.

## Historia
Hasta la reforma de la nomenclatura municipal de 1916 el municipio se llamaba simplemente Villarmentero. En dicha fecha su nombre fue modificado por el de Villarmentero de Campos.

## Geografía humana

### Demografía
Cuenta con una población de 28 habitantes (INE 2024).
| Gráfica de evolución demográfica de Villarmentero de Campos entre 1842 y 2021 |
| |
| Población de derecho según los censos de población del INE Población de hecho según los censos de población del INEEn estos censos se denominaba Villarmentero: 1842, 1857, 1860, 1877, 1887, 1897, 1900 y 1910 |

| 1900 | 1910 | 1920 | 1930 | 1940 | 1950 | 1960 | 1970 | 1981 | 1991 |
| 210  | 147  | 116  | 106  | 91   | 105  | 107  | 74   | 34   | 18   |

## Patrimonio
En lo artístico hay que admirar en su templo, un bello artesonado mudéjar octogonal  en madera sin pintar y con piña en el centro que data del siglo XV.

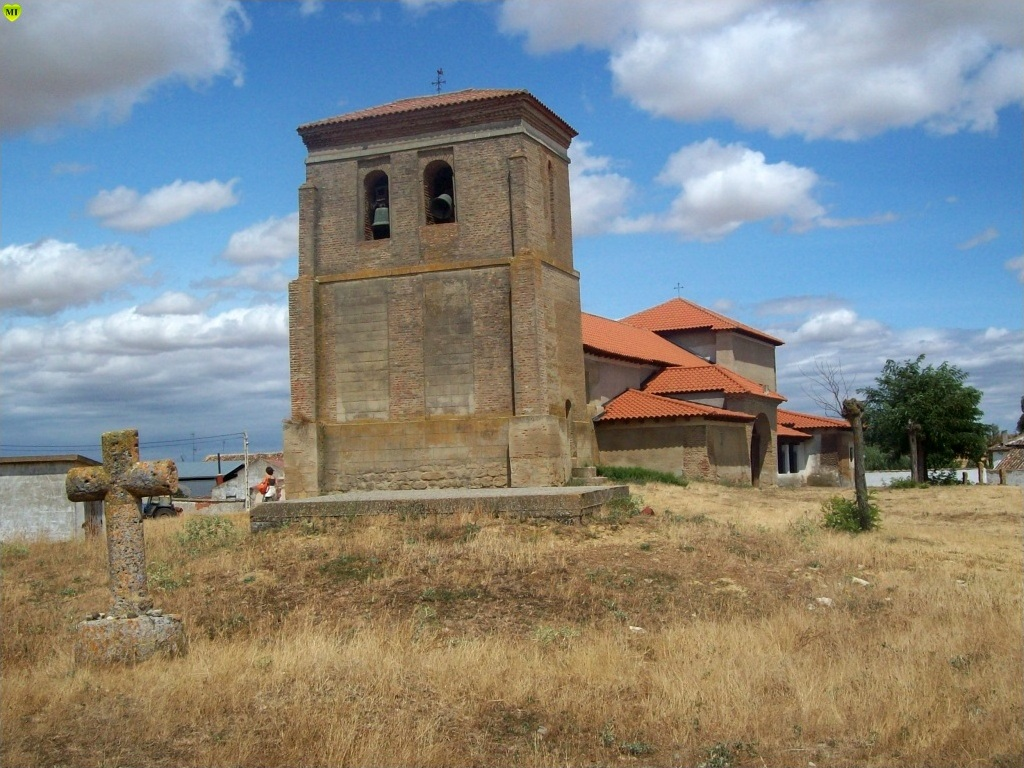
Iglesia de San Martin de Tours
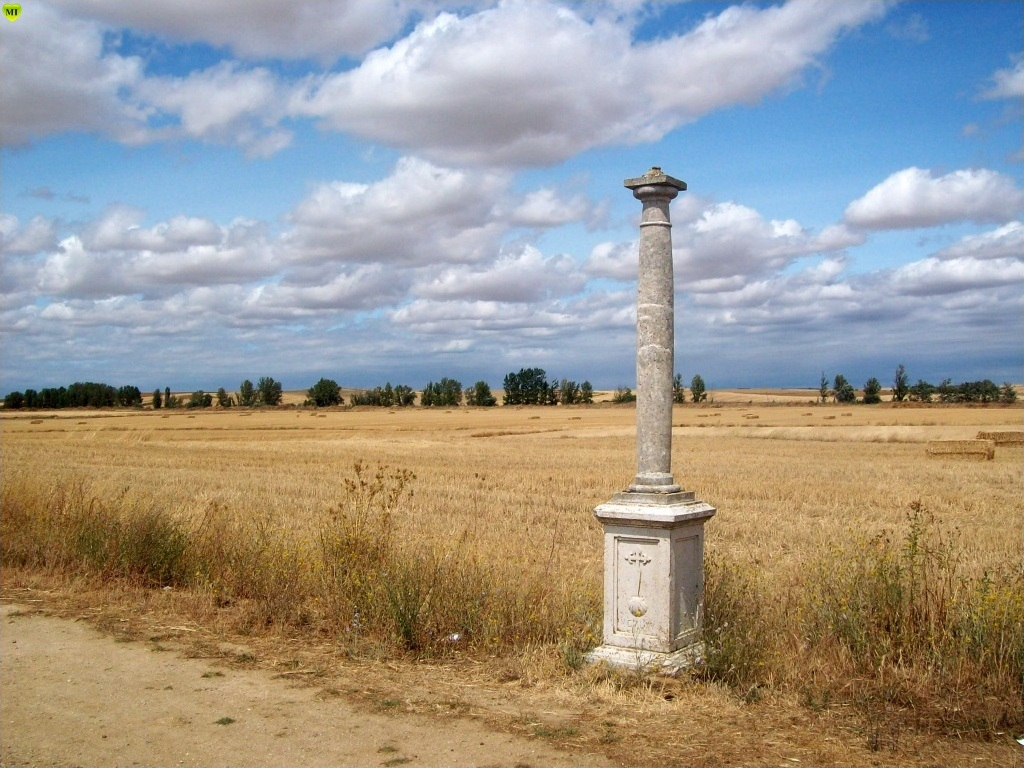
El Camino de Santiago a su paso por la localidad
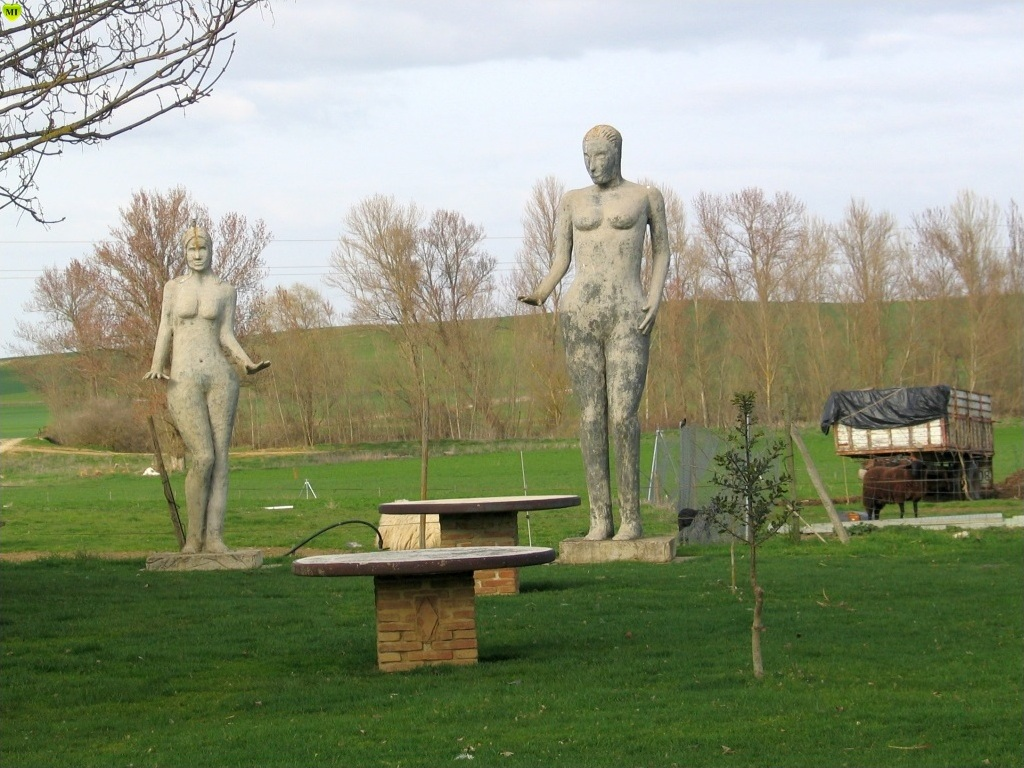
Albergue para peregrinos

## Leyendas
El pueblo sorprende con viejas leyendas sobre las reliquias de San Martín de Tours, que dicen llegaron hasta aquí en un mulo grande que por estas tierras se llama "acémila".

## Personas notables
Jesús Cacho, periodista. 1942. Presidente del diario digital Vozpopuli y fundador, en 1991, de El Confidencial.